# ولتاژ مدار باز

تعریف ولتاژ مدار باز جعبه یا هر دستگاه دو ترمینال مانند یک باتری یا سلول خورشیدی به این معنی است که ولتاژ دو پایانه ای که به هیچ چیز متصل نیستند (یک مدار باز)، بنابراین هیچ جریان نمی‌تواند به داخل یا خارج از هر ترمینال جریان یابد، چقدر است. ولتاژ V _{oc} بین پایانه‌ها ولتاژ مدار باز دستگاه نشان داده در شکل همان ولتاژ مدار باز است.

ولتاژ مدار باز (به اختصار OCV یا V OC) تفاوت پتانسیل الکتریکی بین دو ترمینال دستگاه در هنگام جدا شدن از هر مدار است. به طوری که هیچ بار خارجی وصل نشده‌است. جریان الکتریکی خارجی بین پایانه‌ها جریان ندارد. در عوض، ولتاژ مدار باز ممکن است به عنوان ولتاژ مورد نیاز برای استفاده از یک سلول خورشیدی یا باتری برای توقف جریان مورد توجه قرار گیرد. گاهی با نماد V oc نشان داده می‌شود. در تحلیل شبکه این ولتاژ به عنوان ولتاژ تونن نیز شناخته می‌شود.